# اندیس نگیستون
نگیستون یک اندیس فلزی است که در حوالی شهر رضوانه استان کرمان قرار دارد و مادهٔ معدنی موجود در آن، طلا است.  